# Plasa Bravicea, județul Orhei
Plasa Bravicea, județul Orhei  avea în anul 1930, un total de 55 de localități:
| Nr. crt. | Denumire localitate | Tip                               | Raionul în carec se află în prezent |
| -------- | ------------------- | --------------------------------- | ----------------------------------- |
| 1        | Bahu                | comună                            | Raionul Călărași                    |
| 2        | Bezin               | sat în comuna Donici, Orhei       | Raionul Orhei                       |
| 3        | Bogzești            | comună                            | Raionul Telenești                   |
| 4        | Bravicea            | comună                            | Raionul Călărași                    |
| 5        | Breanova            | sat în comuna Morozeni, Orhei     | Raionul Orhei                       |
| 6        | Bularda             | sat în comuna Dereneu, Călărași   | Raionul Călărași                    |
| 7        | Camencea            | sat în comuna Donici, Orhei       | Raionul Orhei                       |
| 8        | Cobâlna             | comună                            |                                     |
| 9        | Cornova             | comună                            | Raionul Ungheni                     |
| 10       | Dâșcova             | sat în comuna Puțintei, Orhei     | Raionul Orhei                       |
| 11       | Dereneu             | comună                            | Raionul Călărași                    |
| 12       | Duma                | sat în comuna Dereneu, Călărași   | Raionul Călărași                    |
| 13       | Frumoasa            | comună                            | Raionul Călărași                    |
| 14       | Ghetlova            | comună                            | Raionul Orhei                       |
| 15       | Ghirișeni           | comună                            |                                     |
| 16       | Ghirova             | comună                            |                                     |
| 17       | Greblești           | comună                            | Raionul Strășeni                    |
| 18       | Hârbovăț            | sat în comuna Onișcani, Călărași  | Raionul Călărași                    |
| 19       | Hodjinești          | comună                            | Raionul Călărași                    |
| 20       | Hulboca             | sat în comuna Ghetlova, Orhei     | Raionul Orhei                       |
| 21       | Iscova              | comună                            | Raionul Orhei                       |
| 22       | Ișnovăț             | comună                            | Raionul Criuleni                    |
| 23       | Ivancea             | comună                            | Raionul Orhei                       |
| 24       | Lucașeuca           | sat în comuna Seliște, Orhei      | Raionul Orhei                       |
| 25       | Lupa-Rece           | sat în comuna Codreanca, Strășeni | Raionul Strășeni                    |
| 26       | Mana                | sat în comuna Seliște, Orhei      | Raionul Orhei                       |
| 27       | Martinești          | sat în comuna Greblești, Strășeni | Raionul Strășeni                    |
| 28       | Meleșeni            | comună                            | Raionul Călărași                    |
| 29       | Miclești            | comună                            | Raionul Criuleni                    |
| 30       | Morozeni            | comună                            | Raionul Orhei                       |
| 31       | Nicolaevca          | comună                            |                                     |
| 32       | Onești              | comună                            | Raionul Strășeni                    |
| 33       | Onișcani            | comună                            | Raionul Călărași                    |
| 34       | Pașcani             | comună                            | Raionul Criuleni                    |
| 35       | Peresecina          | comună                            | Raionul Orhei                       |
| 36       | Pocșești            | sat în comuna Donici, Orhei       | Raionul Orhei                       |
| 37       | Puțuntei-Mari       | comună                            |                                     |
| 38       | Puțuntei-Mici       | comună                            |                                     |
| 39       | Râșcova             | comună                            | Raionul Criuleni                    |
| 40       | Redeni              | comună                            |                                     |
| 41       | Samananca           | comună                            | Raionul Orhei                       |
| 42       | Săseni              | comună                            | Raionul Călărași                    |
| 43       | Schinoasa           | comună                            |                                     |
| 44       | Seliștea            | comună                            |                                     |
| 45       | Slobozia-Hodjinești | comună                            |                                     |
| 46       | Slobozia-Seliștea   | comună                            |                                     |
| 47       | Steșcani            | comună                            |                                     |
| 48       | Tabora              | sat în comuna Vatici, Orhei       | Raionul Orhei                       |
| 49       | Teleșeu             | comună                            | Raionul Orhei                       |
| 50       | Țibirica            | comună                            | Raionul Călărași                    |
| 51       | Țigănești           | comună                            | Raionul Strășeni                    |
| 52       | Valea-Popii         | comună                            |                                     |
| 53       | Vatici              | comună                            | Raionul Orhei                       |
| 54       | Vâprova             | sat în comuna Puțintei, Orhei     | Raionul Orhei                       |
| 55       | Voinova             | comună                            | Raionul Strășeni                    |